# Карло Бјоти
Карло Бјоти (итал. Carlo Biotti; 1901 — Милано, 10. децембар 1977) био је италијански судија и спортски функционер, члан управног одбора и генерални саветник Фудбалског клуба Милан.

## Биографија
Бјоти је био судија, започео је своју каријеру као јавни тужилац и током своје каријере достигао је позицију председника првог кривичног одељења суда у Милану, који је сматран „салоном Италије за право” и судије на Врховном суду Италије. Љубитељ спорта, од 1964. године Бјоти је био члан управног одбора ФК Милан.
Паоло Бјоти, активан у асоцијацијама, је унук судије Бјотија.